# Nathan Chen
Nathan Chen (* 5. Mai 1999 in Salt Lake City, Utah) ist ein US-amerikanischer Eiskunstläufer, der im Einzellauf startet. Er ist der Olympiasieger von 2022 sowie der Weltmeister von 2018, 2019 und 2021.
Chen ist der erste Eiskunstläufer, dem es gelang, fünf verschiedene Vierfachsprünge erfolgreich im Wettbewerb zu landen (Toeloop, Salchow, Rittberger, Flip und Lutz).

## Persönliches
Nathan Chen wurde am 5. Mai 1999 in Salt Lake City als jüngstes von fünf Kindern von Hetty Wang und Zhidong Chen geboren. Seine Eltern waren 1988 als Studenten aus China in die USA emigriert. Seine Mutter, die ihn als Kind zum Eislauftraining begleitete, arbeitet als Übersetzerin in Krankenhäusern, sein Vater, Doktor der Pharmazie, arbeitet auf dem Gebiet der medizinischen Forschung und hat ein kleines pharmazeutisches Unternehmen.
Nach Ende der Saison 2017/18 wurde Chen von der Yale University als Student angenommen und nahm im Herbst 2018 sein Studium in Statistik und Datenwissenschaft auf.

## Anfänge im Eiskunstlauf

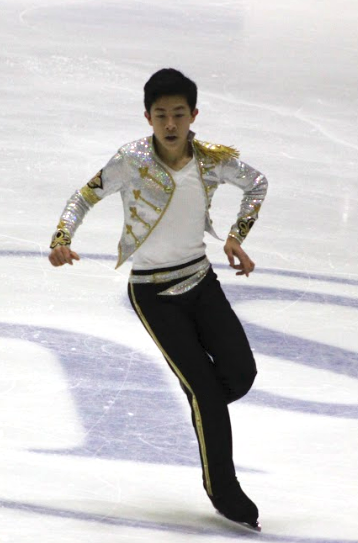
Nathan Chen, 2015

Nathan Chen begann im Alter von drei Jahren mit dem Eislaufen, nachdem er seinen beiden älteren Brüdern beim Eishockey zugesehen hatte. Seine beiden älteren Schwestern betrieben auch Eiskunstlauf. Chen nahm neben dem Eiskunstlauftraining auch Ballettunterricht an der Ballet West Academy und nahm sieben Jahre lang an Gymnastikwettbewerben auf regionaler und bundesstaatlicher Ebene teil. Seinen ersten Wettkampf im Eiskunstlauf bestritt er im Jahr 2003. Er wurde sowohl bei den Novizen (2010 und 2011) als auch bei den Junioren (2012 und 2014) je zweimal US-amerikanischer Meister. 2016 verletzte sich Chen bei einem Schaulaufen an seiner linken Hüfte und musste operiert werden, sodass er, obwohl als Dritter der US-Meisterschaften erstmals für Weltmeisterschaften qualifiziert, 2016 nicht daran teilnehmen konnte.
Chen trainiert in Lakewood, Kalifornien bei Rafael Harutjunjan. Seine Choreografin ist Shae-Lynn Bourne.

## Karriere

### Saison 2016/17 – Aufstieg in die Weltspitze
Der äußert sprungstarke Chen stieß in der Saison 2016/17 in die Weltspitze der Senioren vor. Mit einem zweiten Platz bei der NHK Trophy und einem vierten Platz bei der Trophée Eric Bompard qualifizierte er sich erstmals für das Grand-Prix-Finale. Dort errang er auf Anhieb die Silbermedaille.
Im Januar 2017 wurde Chen als jüngster Eiskunstläufer seit 1966 US-Meister der Senioren. Er zeigte dabei in seiner Kür als erster Eiskunstläufer überhaupt fünf Vierfachsprünge, darunter einen vierfachen Lutz, Toeloop, Flip und Salchow. Zusammen mit seinem Kurzprogramm gelangen ihm somit als erstem Eiskunstläufer sieben saubere Vierfachsprünge in einem Wettbewerb.
Chen debütierte im Februar 2017 im südkoreanischen Gangneung bei den Vier-Kontinente-Meisterschaften. Im Kurzprogramm zeigte er zur Musik von Le Corsaire eine Vierfach-Lutz-Dreifach-Toeloop-Kombination, einen vierfachen Flip sowie einen dreifachen Axel. Weiterhin erhielt er für sämtliche seiner Pirouetten und Schrittsequenzen die höchstmögliche Level-4-Bewertung. Er verbesserte damit seine persönliche Bestleistung im Kurzprogramm um mehr als zehn Punkte und erreichte mit 103,12 Punkten als erst dritter Eiskunstläufer überhaupt nach Yuzuru Hanyū und Javier Fernández die 100-Punkte-Marke. Als Führender ging Chen in seine Kür zu Borodins Polowetzer Tänzen und stand seine fünf Vierfachsprünge, allerdings nicht alle davon perfekt. Dennoch übertraf er die 200-Punkte-Marke und verbesserte seine persönliche Bestleistung auf 204,34 Punkte. Zwar konnte Hanyū den US-Amerikaner in der Kür bezwingen, am Ende reichte es für Chen jedoch zu seinem ersten Sieg bei einer großen internationalen Meisterschaft der Senioren. Er verbesserte dadurch nicht nur seine persönliche Gesamtbestleistung auf 307,46 Punkte, sondern durchbrach als erst dritter Eiskunstläufer nach Hanyū und Fernández auch die 300-Punkte-Marke.

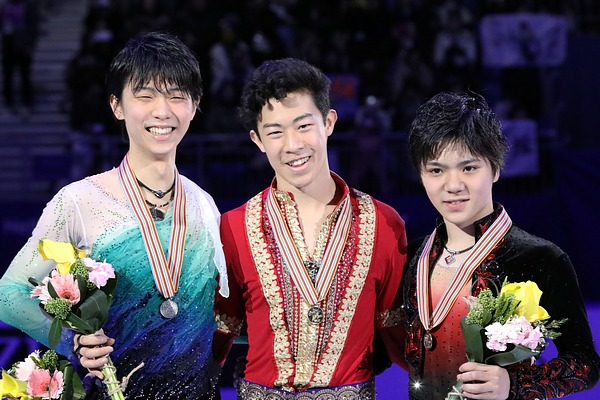
Nathan Chen (Mitte) auf dem Podium der Vier-Kontinente-Meisterschaft 2017

Nach seinem Sieg bei den Vier-Kontinente-Meisterschaften ging Chen mit hohen Erwartungen zu seinem Weltmeisterschaftsdebüt in Helsinki. Im Kurzprogramm stürzte der US-Amerikaner jedoch beim dreifachen Axel. Seine Leistung reichte im bis dato technisch höchstwertigen Wettbewerb der Eiskunstlaufgeschichte dennoch, um als vorläufiger Sechster in die Kür zu gehen. Unter Zugzwang gekommen, versuchte er in der Kür sechs Vierfachsprünge und damit das mit Abstand technisch höchstwertige Programm des Feldes, stürzte jedoch beim vierfachen Lutz und vierfachen Salchow. Dennoch stellte dies die immerhin noch viertbeste Kür dar und bestätigte den sechsten Gesamtplatz. Zwar zeigte sich Chen nach dem Wettbewerb enttäuscht, fand aber Trost darin, trotz der Fehler immer noch wettbewerbsfähig gegen die starke Konkurrenz gewesen zu sein. Er hatte im Vorfeld und während der WM außerdem mit Schlittschuhproblemen zu kämpfen, die aufgrund fehlenden Ersatzes nicht zufriedenstellend gelöst werden konnten.

### Saison 2017/18 – Olympische Spiele und erster WM-Titel
In seine erste olympische Saison startete Chen vielversprechend. Bereits bei seinem ersten Wettbewerb, den U.S. International Figure Skating Classic, einem Challenger-Turnier in seiner Heimatstadt Salt Lake City, gelang es ihm im September 2017 als erstem Eiskunstläufer, fünf verschiedene Vierfachsprünge erfolgreich zu landen (Toeloop, Salchow, Rittberger, Flip und Lutz).
Der erste Grand-Prix-Wettbewerb der Saison bedeutete für Chen sogleich seinen ersten Grand-Prix-Sieg der Karriere. Beim Cup of Russia gelang es ihm, den amtierenden Weltmeister und Olympiasieger Yuzuru Hanyū hinter sich zu lassen.
Auch bei seinem zweiten Grand-Prix der Saison, Skate America, siegte der Amerikaner, diesmal vor Landsmann Adam Rippon. Damit qualifizierte sich Chen souverän für das zweite Grand-Prix-Finale seiner Karriere. Dieses gewann Chen am 8. Dezember 2017 in Nagoya zum ersten Mal. Trotz zahlreicher Fehler reichte es am Ende knapp zum Sieg vor dem ebenfalls nicht fehlerfreien Lokalmatadoren Shōma Uno. Es war der insgesamt dritte Sieg eines US-Amerikaners bei einem Grand-Prix-Finale nach Jeremy Abbott (2008/09) und Evan Lysacek (2009/10).
Anfang Januar 2018 verteidigte Chen seinen Titel bei den US-amerikanischen Meisterschaften mit sieben gelungenen Vierfachsprüngen souverän; Probleme bereitete ihm lediglich der dreifache Axel.
Zu seinen ersten Olympischen Spielen ging Chen mit hohen medialen Erwartungen. Doch schon im Teamwettbewerb zeigten sich Probleme bei seinem Kurzprogramm. Diese konnte der US-Amerikaner auch im Einzelwettbewerb nicht abstellen. Er stürzte sowohl beim vierfachen Lutz, der Kombination, als auch beim dreifachen Axel; aus dem vierfachen Toeloop stieg er vorzeitig aus. Am Ende landete er auf dem 17. Rang und musste damit schon nach dem Kurzprogramm alle Ambitionen auf den Olympiasieg aufgeben. In der Kür zu Maos letzter Tänzer und Le sacre du printemps gelang Nathan Chen das Comeback. Er landete historische sechs Vierfach-Sprünge (darunter Lutz, Flip, Salchow und Toeloop) erfolgreich, nur beim vierfachen Flip als Einzelsprung musste er kurz mit der Hand auf das Eis fassen. Auch den dreifachen Axel, der ihm in letzter Zeit Probleme bereitet hatte, stand er problemlos, wie auch eine Kombination aus dreifachem Flip, Rittberger und dreifachem Salchow. Auch seine Pirouetten bekamen durchweg Level-4-Bewertungen. Am Ende reichte es für ihn in der Kür zu einer neuen persönlichen Punktebestleistung von 215,08 Punkten, der höchsten je bei Olympia erzielten Kürleistung. Er gewann damit die Kür mit fast neun Punkten Vorsprung vor Olympiasieger Yuzuru Hanyū und verbesserte sich dadurch noch um zwölf Plätze auf den insgesamt fünften Platz.

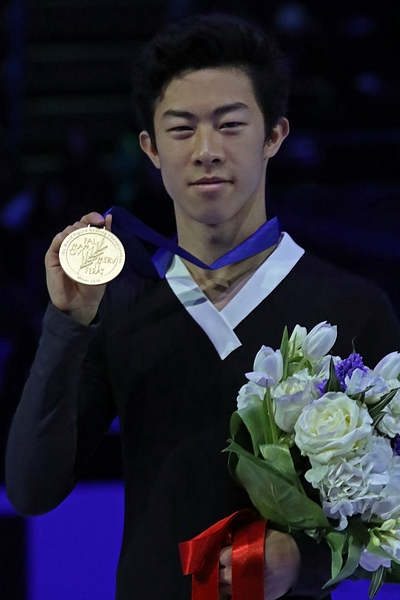
Weltmeister 2018

Bei der fünf Wochen später stattfindenden Weltmeisterschaft in Mailand gelang es Chen, im Gegensatz zum Auftritt bei den Olympischen Spielen, sein Kurzprogramm zu Benjamin Clementines Lied Nemesis ohne Sturz zu vollenden. Zwar hatte er bei seiner Vierfach-Lutz-Dreifach-Toeloop-Kombination und seinem vierfachen Flip zu kämpfen, was zu leichten Abzügen im Ausführungsgrad führte, der dreifachen Axel bereitete ihm dagegen keine Probleme. Insgesamt übernahm er damit die Führung im Kurzprogramm mit 101,94 Punkten. Als Chen als letzter des Starterfeldes in seine Kür ging, wusste er bereits, dass alle seine Konkurrenten gepatzt hatten. Dennoch vereinfachte er seine Kür nicht und zeigte sechs Vierfachsprünge, die er alle erfolgreich landete. Am Ende brachte ihm seine Kür, die einzig sturzfreie der letzten Gruppe, einen Sieg mit über 47 Punkten Vorsprung ein, dem mit Abstand größten Vorsprung eines Weltmeisters seit Einführung des neuen Punktesystems bei Weltmeisterschaften im Jahr 2005. Mit 219,46 Punkten bedeutete sie auch eine nochmalige Steigerung zu Chens Olympiakür und damit seine persönliche Bestleistung. Auch die Gesamtpunktzahl von 321,40 Punkten stellte eine persönliche Bestleistung dar; es war die bis dahin zweithöchstbewertete der Eiskunstlaufgeschichte. Mit zwei gelandeten Vierfachsprüngen im Kurzprogramm und sechs gelandeten Vierfachsprüngen in der Kür gelang es Chen bei der Weltmeisterschaft somit auch als erstem Eiskunstläufer, acht Vierfachsprünge in einem Wettbewerb zu stehen.
Nathan Chen beendete die Saison somit mit Siegen bei allen Wettbewerben, bei denen er teilgenommen hatte, mit Ausnahme der Olympischen Spiele.

### Saison 2018/19 – Studium und zweiter WM-Titel

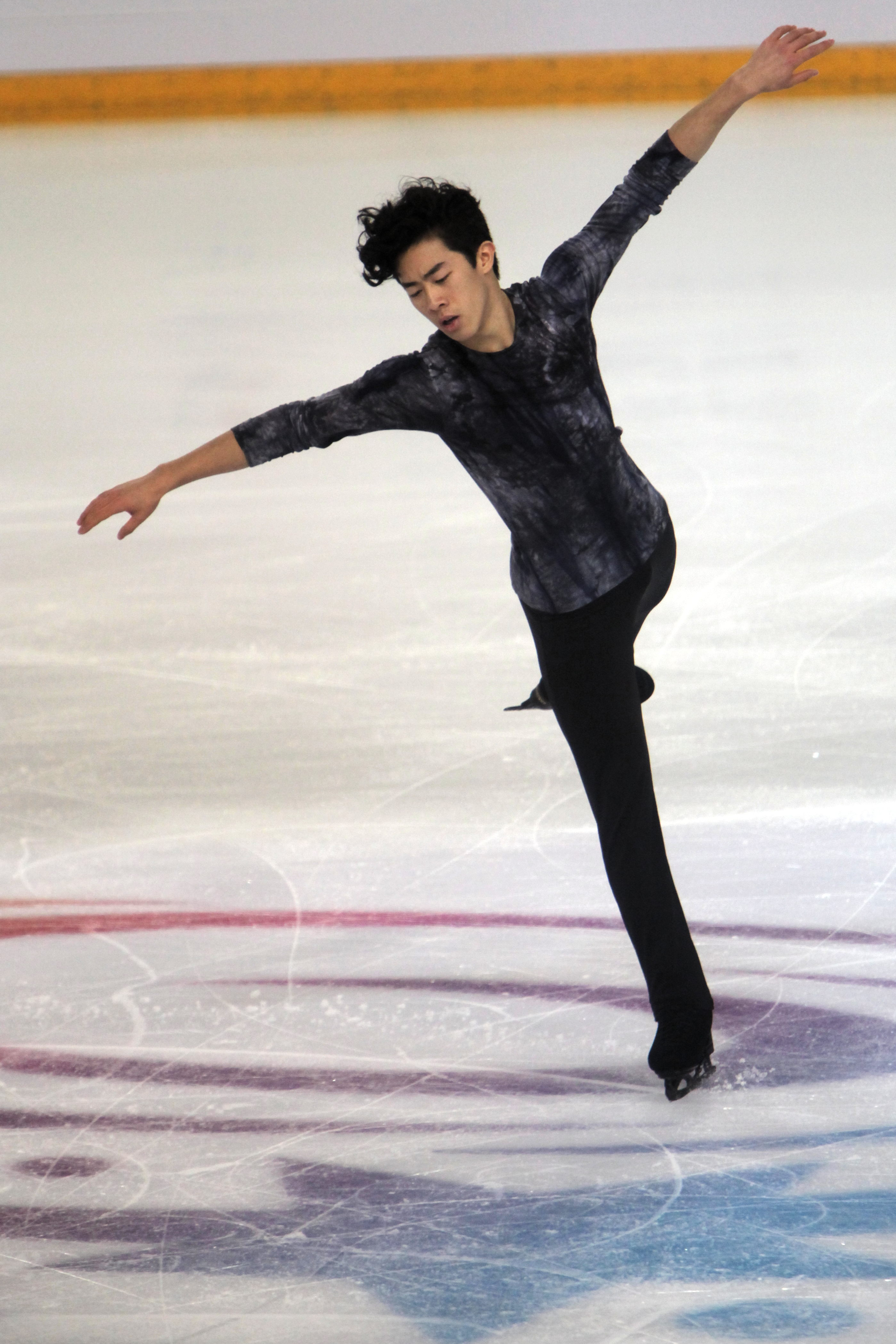
Nathan Chen beim Grand-Prix-Finale in Vancouver

Als Grand-Prix-Wettbewerbe für die unter neuem Punktesystem gestartete nacholympische Saison 2018/19 wählte der nun in Yale studierende Chen Skate America sowie den Internationaux de France aus. Bei beiden blieb er siegreich und sicherte sich somit souverän die Teilnahme am Grand-Prix-Finale in Vancouver. Auch dort gewann Chen und verteidigte somit seinen Titel aus dem Vorjahr, erneut gegen Shōma Uno.
Am 27. Januar 2019 wurde Chen in Detroit zum dritten Mal hintereinander US-amerikanischer Meister. Weder bei seinem mit zwei Vierfachsprüngen bestückten Kurzprogramm noch bei seiner mit vier Vierfachsprüngen bestückten Kür unterliefen ihm Fehler. Insgesamt bekam er von den Punktrichtern 342,22 Punkte.
Bei der Weltmeisterschaft in Saitama Ende März zeigte Chen erneut zwei fehlerlose Darbietungen. Im Kurzprogramm zu Caravan von Fanfare Ciocărlia landete er problemlos einen dreifachen Axel, einen vierfachen Lutz und eine Vierfach-Dreifach-Toeloop-Kombination. Dies brachte ihm eine persönliche Punktebestleistung von 107,40 Punkten ein, was ihm nach fehlerhaften Kurzprogrammen vor allem seiner beiden japanischen Hauptkonkurrenten Yuzuru Hanyū und Shōma Uno eine komfortable Führung von fast 13 bzw. über 16 Punkten bescherte. In die Kür ging Chen gleich nach einem starken Comeback Hanyūs, der die Halle zum Kochen gebracht und den emotionalen Höhepunkt vor heimischem Publikum gebildet hatte. Davon unbeeindruckt ließ der US-Amerikaner zu Land of All von Woodkid allerdings keine Zweifel an seiner Dominanz aufkommen. Er eröffnete mit einem brillanten vierfachen Lutz, der fast die Höchstpunktzahl von fünf Bonuspunkten für den Grad der Ausführung (GOE) bekam. Es folgten beanstandungslos ein vierfacher Flip, ein vierfacher Toeloop und eine Vierfach-Dreifach-Toeloop-Kombination. Damit brach er die von Hanyū erst wenige Momente zuvor gesetzten Punkteweltrekorde in Kür (216,02) und Gesamtleistung (323,42) nach dem modifizierten Punktesystem dieser Saison. Chen gewann damit 11 seiner letzten 12 Wettbewerbe und blieb seit den Olympischen Spielen 2018 ungeschlagen. Es war das erste Mal seit 1984 (Scott Hamilton), dass ein US-Amerikaner seinen WM-Titel verteidigen konnte. Durch den dritten Platz von Chens Landsmann Vincent Zhou gelang es den US-amerikanischen Herren zum ersten Mal seit 1996 (Todd Eldredge, Rudy Galindo) zwei Podiumsplätze bei einer Weltmeisterschaft zu belegen.

### Saison 2019/20 – Pandemiebedingter Ausfall der WM

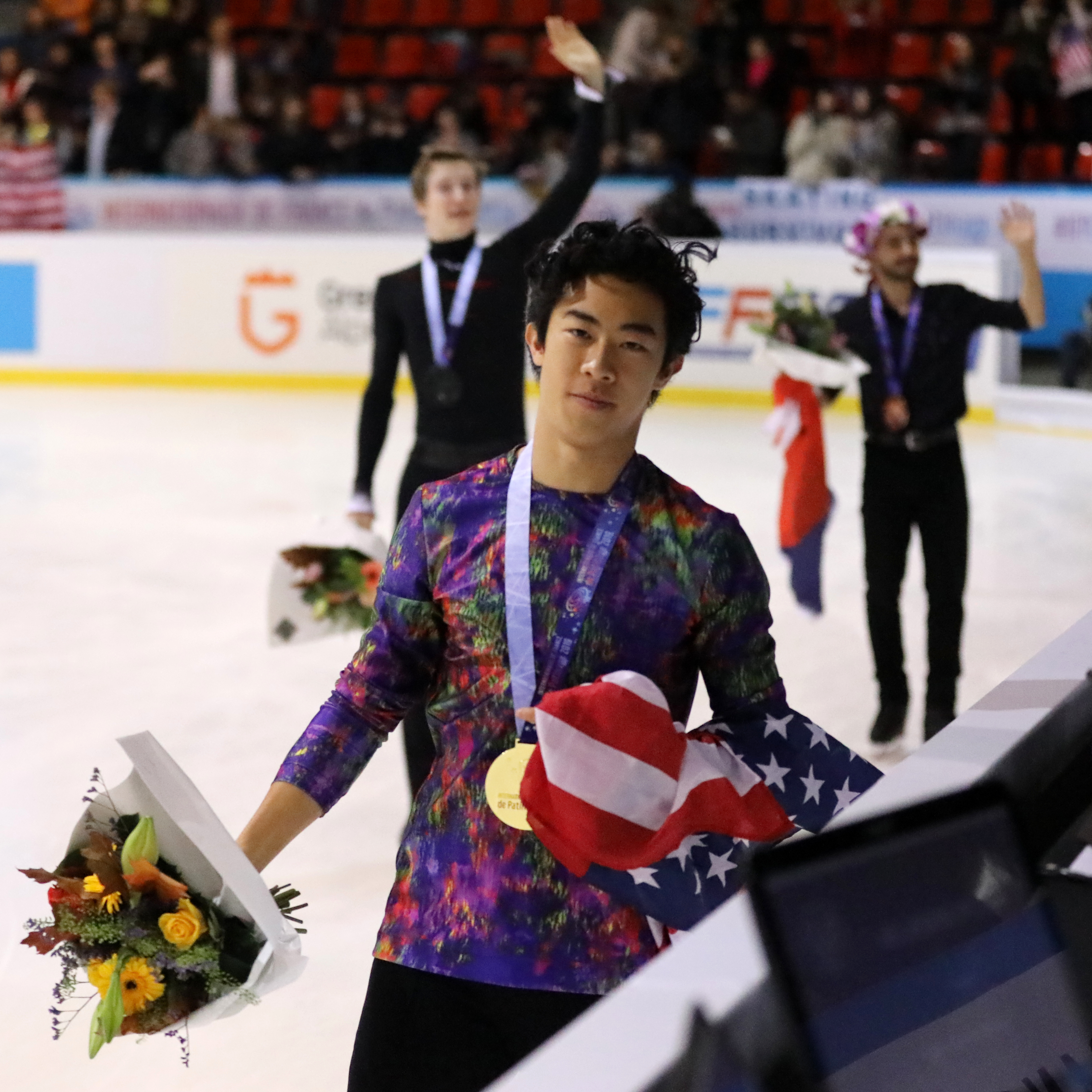
Nathan Chen beim GP von Frankreich in Grenoble am 2. November 2019

Wie im Vorjahr begann Chen die Grand-Prix-Saison mit Auftritten bei Skate America sowie dem GP von Frankreich und wie im Vorjahr siegte er bei beiden Wettbewerben. Sein Vorsprung von 44 Punkten bei Skate America war der größte in der Geschichte des Wettbewerbs. Durch seinen Sieg in Grenoble verlängerte er seine Siegesserie bei Grand-Prix-Wettbewerben auf acht hintereinander. Dies war zuletzt Jewgeni Pljuschtschenko gelungen. Chen qualifizierte sich damit mühelos für das Grand-Prix-Finale in Turin. Dort erreichte er mit 110,38 Punkten eine neue persönliche Bestleistung im Kurzprogramm. In der Kür verbesserte Chen mit u. a. fünf makellos gestandenen Vierfachsprüngen seinen eigenen Weltrekord auf 224,92 Punkte und damit auch seinen Weltrekord in der Gesamtleistung auf 335,30 Punkte. Dies bedeutete am Ende seinen dritten Sieg in Folge beim Grand-Prix-Finale. Mit über 43 Punkten Abstand zum Zweiten Yuzuru Hanyū war es auch der punktemäßig größte Abstand eines Siegers in der Geschichte des Grand-Prix-Finales.
Bei den US-amerikanischen Meisterschaften in Greensboro gewann Chen trotz fehlender Vorbereitung aufgrund eines grippalen Infekts seinen vierten Titel in Folge. Dies war zuletzt 1988 Brian Boitano gelungen.
Die für Ende März geplanten Weltmeisterschaften in Montréal wurden aufgrund der COVID-19-Pandemie vom Veranstalter abgesagt, sodass Chen 2020 keine Chance hatte, seinen dritten WM-Titel in Folge anzusteuern.

### Saison 2020/21 – Dritter WM-Titel in Folge
Aufgrund der anhaltenden Beschränkungen im Zuge der COVID-19-Pandemie konnte Chen nur an einem Grand-Prix-Wettbewerb teilnehmen. So gewann er bei Skate America erwartungsgemäß. In der Kür misslangen ihm dabei zwei Sprünge. Das Grand-Prix-Finale wurde wegen der Pandemie nicht ausgetragen. Nach dem Wettbewerb erklärte Chen, dass er eine Studienpause einlege, um sich auf die Vorbereitung zu den Olympischen Spielen konzentrieren zu können.
Durch seinen fünften Sieg in Folge bei den US-amerikanischen Meisterschaften in Las Vegas schrieb Chen erneut Geschichte, denn dies war zuletzt der US-amerikanischen Eiskunstlauflegende und Inspiration Chens, Richard Button, im Jahr 1950 gelungen.
Bei der Weltmeisterschaft in Stockholm, die aufgrund der Pandemie ohne Zuschauer stattfand, errang Chen seinen dritten WM-Titel. Nach dem Kurzprogramm hatte er nach einem Sturz beim vierfachen Lutz noch auf dem dritten Platz gelegen, mit über acht Punkten Rückstand auf den führenden Yuzuru Hanyū. In seiner Kür ließ Chen jedoch keinerlei Zweifel an seinem Sieg aufkommen. Er setzte die nach ihm startenden beiden Japaner mit einer selbstbewussten fehlerfreien Darbietung mit fünf extrem sicheren Vierfachsprüngen (Lutz, Flip, Salchow und zwei Toeloops, davon Flip und beide Toeloops in einer Kombination) gehörig unter Druck und gewann am Ende souverän mit 320,88 Punkten und somit fast 30 Punkten Vorsprung vor dem jungen Japaner Yuma Kagiyama und über 30 Punkten Vorsprung vor Hanyū. Damit blieb Chen seit nunmehr drei Jahren, seit den Weltmeisterschaften 2018, ungeschlagen in allen seinen Wettbewerben.

### Saison 2021/22 – Zweiter Anlauf zum Olympiasieg
Die zweite olympische Saison seiner Karriere begann für Chen im Oktober 2021 mit einem Auftritt bei Skate America. Dabei hatte er ungewohnte Schwierigkeiten bei seinen Vierfachsprüngen. Im Kurzprogramm stürzte er bei seinem ersten Vierfachsprung, einem Lutz. Eine schlechte Landung bei seinem zweiten Vierfachsprung, einem Flip, verhinderte die Ausführung der geforderten Kombination. Damit lag er nach dem Kurzprogramm auf dem vierten Platz. In der Kür plante er sechs Vierfachsprünge, wovon ihm vier gelangen; zwei Sprünge (Salchow und Lutz) erfolgten nur mit doppelter Drehung. Zwar reichte dies noch zur zweitbesten Kür des Wettbewerbs, am Ende bedeutete es allerdings nur noch den dritten Gesamtrang hinter Vincent Zhou und Shōma Uno. Es war der erste Einzelwettbewerb seit den Olympischen Spielen 2018, den Chen nicht gewinnen konnte.
Eine Woche später zeigte sich der US-Amerikaner bei Skate Canada wieder gewohnt souverän und gewann den Wettbewerb deutlich in beiden Segmenten. Durch die Resultate bei den beiden Grand-Prix-Wettbewerben qualifizierte sich Chen für das Grand-Prix-Finale in Osaka, welches jedoch aufgrund der COVID-19-Pandemie abgesagt wurde.
Bei den US-amerikanischen Meisterschaften im Januar 2022 in Nashville verwendete Chen sein Rocketman-Programm aus der Saison 2019/20. In der Kür fiel er beim vierfachen Flip und einer Schrittsequenz, blieb ansonsten aber fehlerfrei und gewann zum sechsten Mal in Folge. Dies war zuletzt Richard Button 71 Jahre zuvor gelungen. Daraufhin wurde Chen zusammen mit Vincent Zhou und Jason Brown vom US-amerikanischen Eiskunstlaufverband für die Olympischen Spiele in Peking nominiert.
Den ersten Auftritt bei den Olympischen Spielen in Peking hatte Chen im Kurzprogramm des Teamwettbewerbs. Wo vier Jahre zuvor die Probleme im Kurzprogramm begannen, zeigte Chen diesmal keine Schwächen. Zu Charles Aznavours La Bohème stand er einen soliden vierfachen Flip, eine Kombination aus vierfachem Lutz und dreifachem Toeloop sowie den dreifachen Axel. Für alle seine Pirouetten und Schrittsequenzen bekam er das höchste Level 4 zugeteilt. Vor allem sein Flip und die Schrittsequenzen brachten ihm Bonuspunkte im Grad der Ausführung (GOE). Am Ende standen für Chen 111,71 Punkte zu Buche, was persönlichen Punkterekord für ihn bedeutete, wobei er nur 0,1 Punkte unter Yuzuru Hanyūs Punkteweltrekord aus dem Jahr 2020 blieb. Chen gewann damit das Kurzprogramm im Teamwettbewerb vor einem starken Shōma Uno und dem Russen Mark Kondratjuk und sicherte Team USA damit die maximal erreichbaren 10 Punkte. Mit dieser Leistung gewann er zusammen mit dem Team der Vereinigten Staaten die Silbermedaille.
Im Einzelwettbewerb am 8. Februar konnte sich Chen mit seinem fehlerfreien Kurzprogramm gleichen Inhalts punktemäßig sogar noch einmal verbessern. Sein vierfacher Flip wurde mit über vier und seine Vierfach-Lutz-Dreifach-Toeloop-Kombination mit fast vier Pluspunkten GOE bedacht. Für seinen dreifachen Axel gab es über zwei Pluspunkte. In den Programmkomponenten bekam Chen 47,99 von 50 möglichen Punkten. Mit insgesamt 113,97 Punkten stellte er einen neuen Weltrekord und somit gleichzeitig einen neuen olympischen Rekord auf. In die Kür am 10. Februar ging er damit mit einem Vorsprung von über fünf Punkten auf Yūma Kagiyama und über acht Punkten auf Shōma Uno. Auf Yuzuru Hanyū betrug der Vorsprung nach dessen aufgerissenen Salchow schon über 18 Punkte.
In seine Rocketman-Kür zu Elton Johns Musik startete Chen mit einer sauberen Vierfach-Flip-Dreifach-Toeloop-Kombination und einem sauberen vierfachen Flip. Für beide Elemente bekam er über vier Pluspunkte im Grad der Ausführung (GOE). Beim darauffolgenden vierfachen Salchow hatte er mit der Landung zu kämpfen, erhielt aber immer noch fast zwei GOE-Pluspunkte. Es folgte ein brillanter vierfacher Lutz, der fast die Höchstpunktzahl von fünf GOE-Pluspunkten erreichte. Hiernach zeigte sich Chen in der mit Höchstlevel 4 bewerteten Schrittsequenz gelöst und mit einem Lächeln im Gesicht. Im Anschluss daran konnte er seine Kombination aus vierfachem Toeloop, Euler und dreifachem Flip nicht wie geplant ausführen, da die Landungen der ersten beiden Sprünge nur noch einen einfachen Flip zuließen. Dies bekümmerte den US-Amerikaner allerdings nicht und so folgten als letzte Sprungelemente ein sauberer dreifacher Axel sowie eine solide Dreifach-Lutz-Dreifach-Toeloop-Kombination. Zu diesem Zeitpunkt hatte Chen schon deutlich die technischen Punkte des bis dahin führenden Yūma Kagiyama übertroffen und den Olympiasieg sicher. In den Programmkomponenten wurde Chen mit über 97 % der möglichen Punkte bedacht. Am Ende blieb er in der Kür mit 218,63 Punkten und der Gesamtleistung mit 332,60 Punkten nur knapp unter seinen persönlichen Bestleistungen. Der Vorsprung auf Silbermedaillengewinner Kagiyama betrug 22 Punkte. Der junge Japaner war der einzige, der vor dem zuletzt laufenden Chen eine Kür mit über 200 Punkten und eine Gesamtleistung von über 300 Punkten erreicht hatte. Seine erfahrenen Landsleute Uno und Hanyū hatten Chen mit ihrer Kür nicht unter Druck setzen können. Der zweifache Olympiasieger Hanyū, der als Hauptkonkurrent um den Olympiasieg gegolten hatte, war beim Versuch des ersten vierfachen Axel der Geschichte und anschließend auch des vierfachen Salchow, gestürzt.
Seine Teilnahme an den Weltmeisterschaften in Montpellier sagte Chen am 16. März aufgrund einer anhaltenden Verletzung ab. Nach dem Ende der Saison gab er bekannt, in der kommenden Saison nicht antreten zu wollen, da er sich auf sein Studium konzentrieren wolle. Ob er nach seinem Studienabschluss zum Wettbewerb zurückkehren werde, ließ er offen.
Über den Sommer trat Chen in mehreren Eisshows in den USA und Japan auf. Seine Teilnahme bei Japan Open musste er verletzungsbedingt absagen.

## Außerhalb des Eiskunstlaufs
Nach seinem Olympiasieg hatte Chen zahlreiche Auftritte im Fernsehen, darunter in der Wettbewerbsshow Dancing with Myself, bei Celebrity Familiy Feud (der US-amerikanischen Version der Show Familien-Duell), wo er mit seinen vier Geschwistern antrat, und in der Sendung Secret Celebrity Renovation, für die er die Eishalle in seiner Heimatstadt Salt Lake City renovieren ließ.
Ein autobiografisches Buch, verfasst in Zusammenarbeit mit der Sportjournalistin Alice Park, erschien im November 2022 unter dem Titel One Jump At A Time. My Story im Verlag HarperCollins. Im selben Verlag erscheint auch Chens Kinderbuch Wei Skates On mit Illustrationen von Lorraine Nam.
Für die akustische Version des Liedes Hold Me Closer von Elton John und Britney Spears nahm Nathan Chen ein offizielles Musikvideo auf. Es zeigt Chen in der Eishalle der Yale University.

## Ergebnisse
| Meisterschaft / Jahr             | 2014  | 2015  | 2016  | 2017  | 2018  | 2019  | 2020  | 2021  | 2022  |
| -------------------------------- | ----- | ----- | ----- | ----- | ----- | ----- | ----- | ----- | ----- |
| Olympische Winterspiele          |       |       |       |       | 5.    |       |       |       | 1.    |
| Weltmeisterschaften              |       |       | Z     | 6.    | 1.    | 1.    | A     | 1.    | Z     |
| Vier-Kontinente-Meisterschaften  |       |       |       | 1.    |       |       |       |       |       |
| Juniorenweltmeisterschaften      | 3.    | 4.    | Z     |       |       |       |       |       |       |
| US-amerikanische Meisterschaften | 1. J  | 8.    | 3.    | 1.    | 1.    | 1.    | 1.    | 1.    | 1.    |
| Grand-Prix-Wettbewerb / Saison   | 13/14 | 14/15 | 15/16 | 16/17 | 17/18 | 18/19 | 19/20 | 20/21 | 21/22 |
| Grand-Prix-Finale                |       |       |       | 2.    | 1.    | 1.    | 1.    | A     | A     |
| Skate America                    |       |       |       |       | 1.    | 1.    | 1.    | 1.    | 3.    |
| Skate Canada                     |       |       |       |       |       |       |       |       | 1.    |
| Cup of Russia                    |       |       |       |       | 1.    |       |       |       |       |
| Internationaux de France         |       |       |       | 4.    |       | 1.    | 1.    |       |       |
| NHK Trophy                       |       |       |       | 2.    |       |       |       |       |       |
| Teamwettbewerb / Saison          | 13/14 | 14/15 | 15/16 | 16/17 | 17/18 | 18/19 | 19/20 | 20/21 | 21/22 |
| Olympische Winterspiele          |       |       |       |       | 3.    |       |       |       | 1.    |
| World Team Trophy                |       |       |       | 3.    |       | 1.    |       | 2.    |       |

- Z = Zurückgezogen

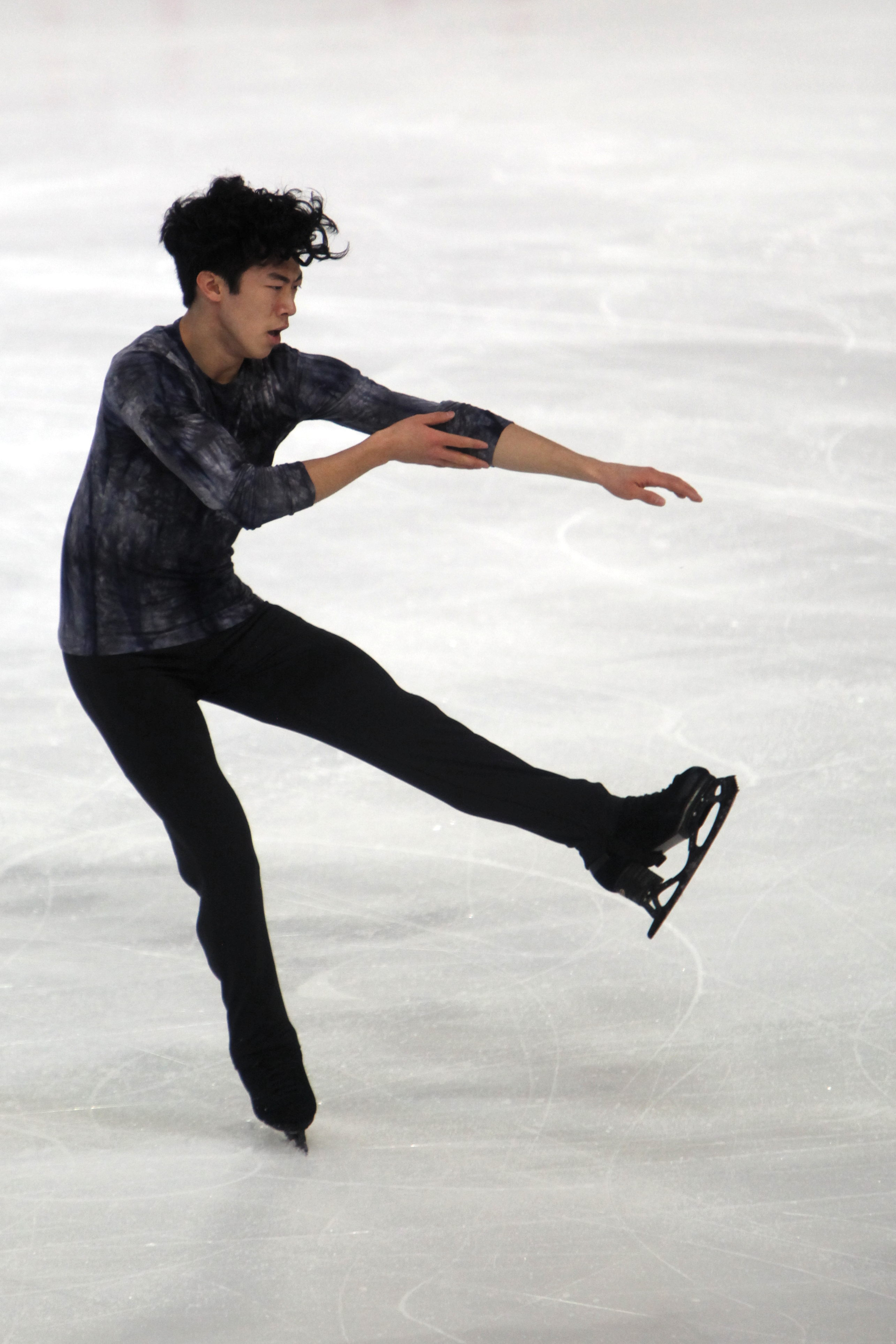
Nathan Chen beim GP von Frankreich 2018

- A = Abgesagt vom Veranstalter aufgrund der COVID-19-Pandemie
- J = Junioren

## Detaillierte Ergebnisse der wichtigsten Wettbewerbe

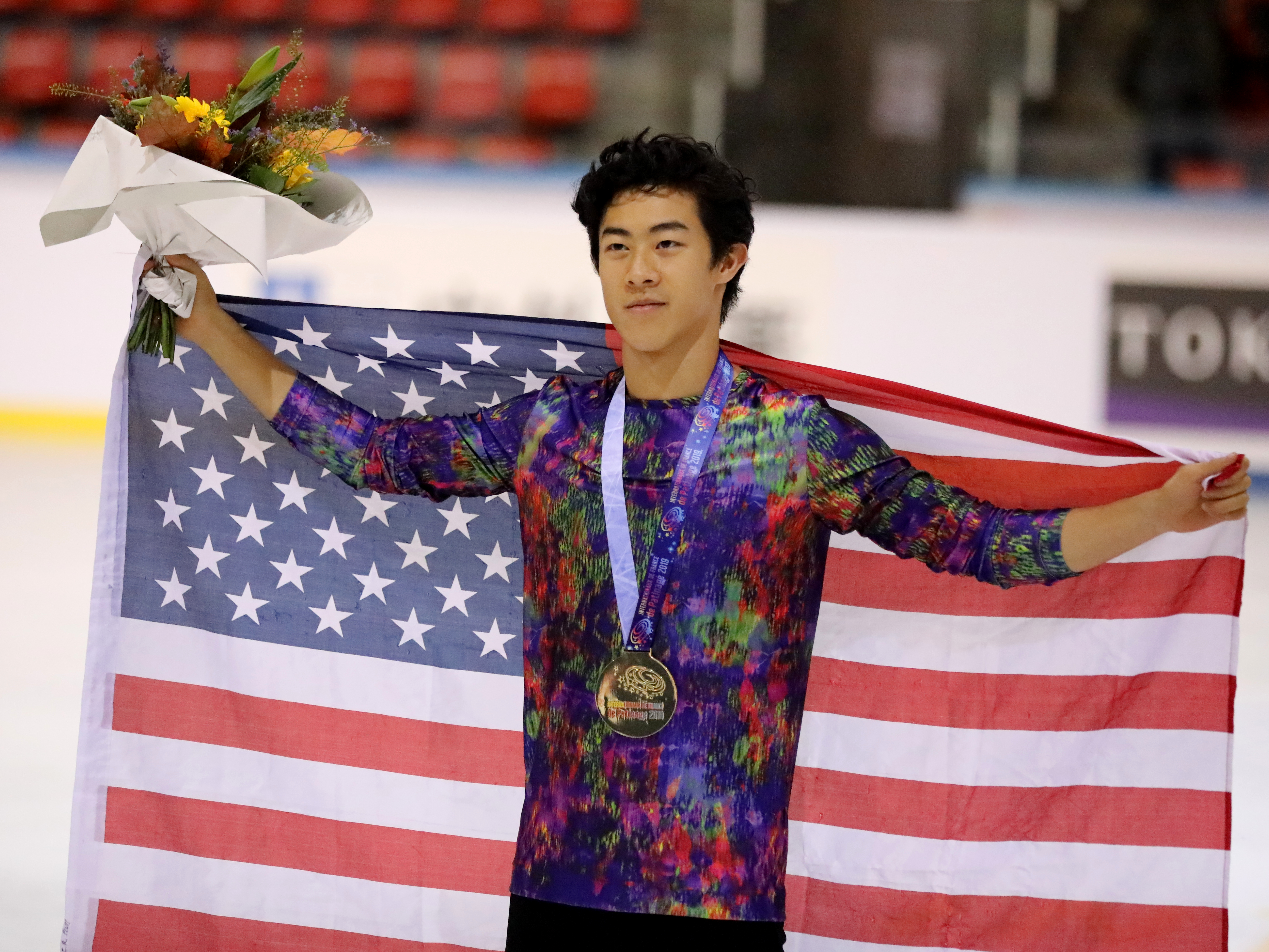
Nathan Chen, 2018

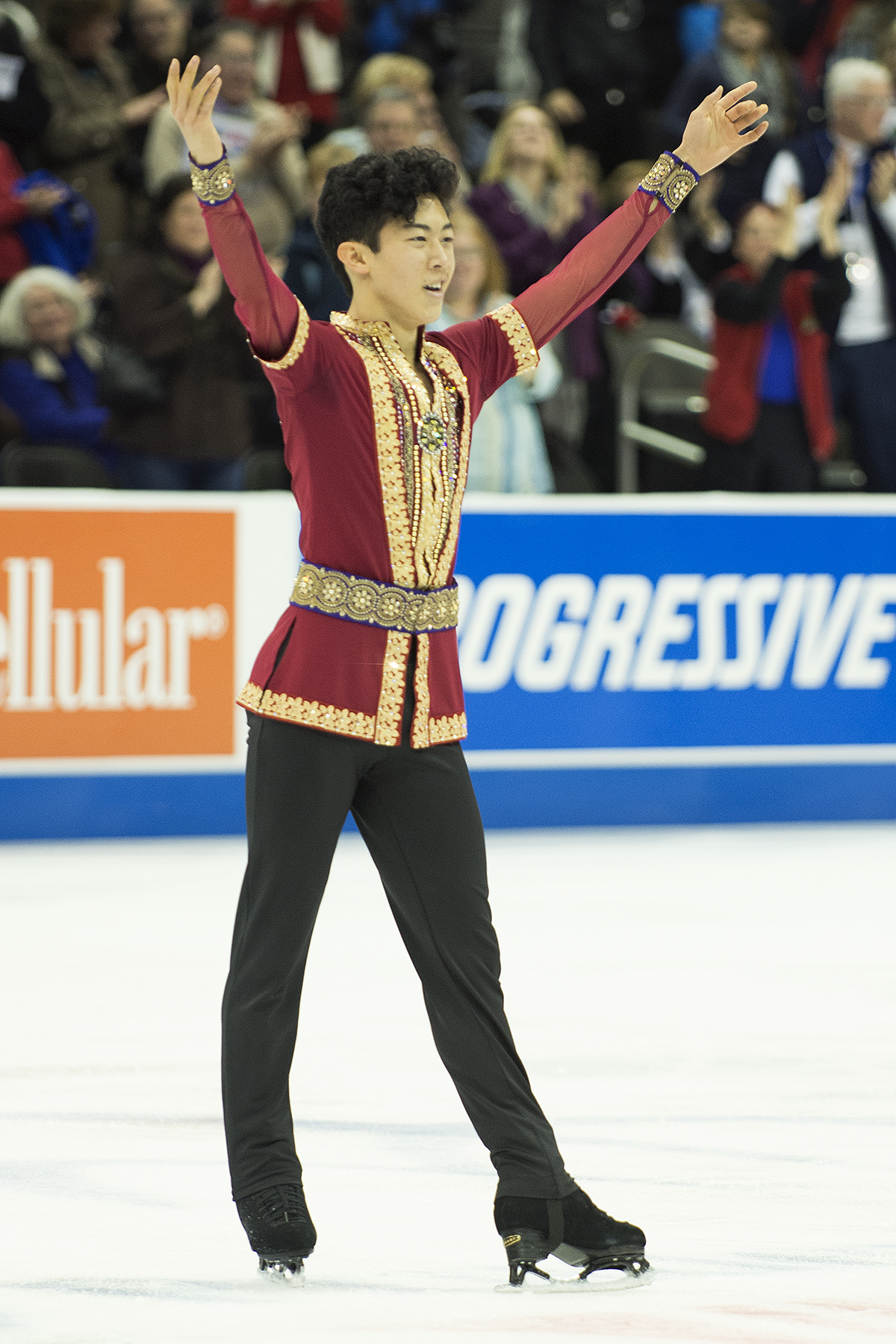
Nathan Chen, 2017

| Saison 2021/2022         | Saison 2021/2022                   | Saison 2021/2022 | Saison 2021/2022 | Saison 2021/2022 |
| Datum                    | Wettbewerb                         | KP               | K                | Gesamt           |
| ------------------------ | ---------------------------------- | ---------------- | ---------------- | ---------------- |
| 8. – 10. Februar 2022    | Olympische Winterspiele 2022       | 1 113,97         | 1 218,63         | 1 332,60         |
| Saison 2020/2021         |                                    |                  |                  |                  |
| Datum                    | Wettbewerb                         | KP               | K                | Gesamt           |
| 22. – 28. März 2021      | Weltmeisterschaften 2021           | 3 98,85          | 1 222,03         | 1 320,88         |
| Saison 2019/2020         |                                    |                  |                  |                  |
| Datum                    | Wettbewerb                         | KP               | K                | Gesamt           |
| 5. – 8. Dezember 2019    | Grand-Prix-Finale 2019/20          | 1 110,38         | 1 224,92         | 1 335,30         |
| Saison 2018/2019         |                                    |                  |                  |                  |
| Datum                    | Wettbewerb                         | KP               | K                | Gesamt           |
| 18. – 24. März 2019      | Weltmeisterschaften 2019           | 1 107,40         | 1 216,02         | 1 323,42         |
| 6. – 9. Dezember 2018    | Grand-Prix-Finale 2018/19          | 1 92,99          | 1 189,43         | 1 282,42         |
| Saison 2017/2018         |                                    |                  |                  |                  |
| Datum                    | Wettbewerb                         | KP               | K                | Gesamt           |
| 19. – 25. März 2018      | Weltmeisterschaften 2018           | 1 101,94         | 1 219,46         | 1 321,40         |
| 14. – 23. Februar 2018   | Olympische Winterspiele 2018       | 17 82,27         | 1 215,08         | 5 297,35         |
| 7. – 10. Dezember 2017   | Grand-Prix-Finale 2017/18          | 1 103,32         | 2 183,19         | 1 286,51         |
| Saison 2016/2017         |                                    |                  |                  |                  |
| Datum                    | Wettbewerb                         | KP               | K                | Gesamt           |
| 29. März – 2. April 2017 | Weltmeisterschaften 2017           | 6 97,33          | 4 193,39         | 6 290,72         |
| 15. – 19. Februar 2017   | Vier-Kontinente-Meisterschaft 2017 | 1 103,12         | 2 204,34         | 1 307,46         |
| 8. – 11. Dezember 2016   | Grand-Prix-Finale 2016/17          | 5 85,30          | 1 197,55         | 2 282,85         |

- KP = Kurzprogramm; K = Kür

## Programme
| Saison  | Kurzprogramm | Kür | Schaulaufen |
| ------- | --- | --- | --- |
| 2021/22 | - La Bohème von Charles Aznavour choreografiert von Shae-Lynn Bourne - Eternity - Nemesis von Benjamin Clementine choreografiert von Shae-Lynn Bourne              | - Goodbye Yellow Brick Road geschrieben von Elton John, Bernie Taupin gesungen von Taron Egerton, Jamie Bell - Rocket Man geschrieben von Elton John, Bernie Taupin gesungen von Taron Egerton - Bennie and the Jets geschrieben von Elton John, Bernie Taupin gesungen von Logic, Elton John, Pink choreografiert von Marie-France Dubreuil, Samuel Chouinard - 23. Klavierkonzert - Lacrimosa von Wolfgang Amadeus Mozart remixed von Apashe choreografiert von Shae-Lynn Bourne | - The Nights von Avicii |
| 2020/21 | - Asturias (Suite Espanola) von Frida Lopez - Canción del Mariachi aus Desperado dargeboten von Antonio Banderas und Los Lobos choreografiert von Shae-Lynn Bourne | - Metamorphosis II - Violin Concerto No. 1 - Truman Sleeps von Philip Glass choreografiert von Shae-Lynn Bourne | - Goodbye Yellow Brick Road geschrieben von Elton John, Bernie Taupin gesungen von Taron Egerton, Jamie Bell - Rocket Man geschrieben von Elton John, Bernie Taupin gesungen von Taron Egerton - Bennie and the Jets geschrieben von Elton John, Bernie Taupin gesungen von Logic, Elton John, Pink choreografiert von Marie-France Dubreuil, Samuel Chouinard |
| 2019/20 | - La Bohème von Charles Aznavour choreografiert von Shae-Lynn Bourne                                                                                               | - Goodbye Yellow Brick Road geschrieben von Elton John, Bernie Taupin gesungen von Taron Egerton, Jamie Bell - Rocket Man geschrieben von Elton John, Bernie Taupin gesungen von Taron Egerton - Bennie and the Jets geschrieben von Elton John, Bernie Taupin gesungen von Logic, Elton John, Pink choreografiert von Marie-France Dubreuil, Samuel Chouinard | - Next to Me von Otto Knows choreografiert von Nathan Chen |
| 2018/19 | - Caravan von Fanfare Ciocărlia choreografiert von Shae-Lynn Bourne                                                                                                | - Land of All von Woodkid choreografiert von Samuel Chouinard, Marie-France Dubreuil | - No Good von Kaleo choreografiert von Shae-Lynn Bourne |
| 2017/18 | - Nemesis von Benjamin Clementine choreografiert von Shae-Lynn Bourne                                                                                              | - Maos letzter Tänzer von Christopher Gordon - Le sacre du printemps von Igor Strawinsky choreografiert von Lori Nichol | - No Good von Kaleo choreografiert von Shae-Lynn Bourne - Parachute von Otto Knows choreografiert von Benoît Richaud |
| 2016/17 | - Le Corsaire von Adolphe Adam, Léo Delibes choreografiert von Marina Sujewa                                                                                       | - Polowetzer Tänze (aus Fürst Igor) von Alexander Borodin choreografiert von Nadjeschda Kanajewa | - Stole the Show von Kygo ft. Parson James choreografiert von Nathan Chen |